# Heinrich Joachim Versmann

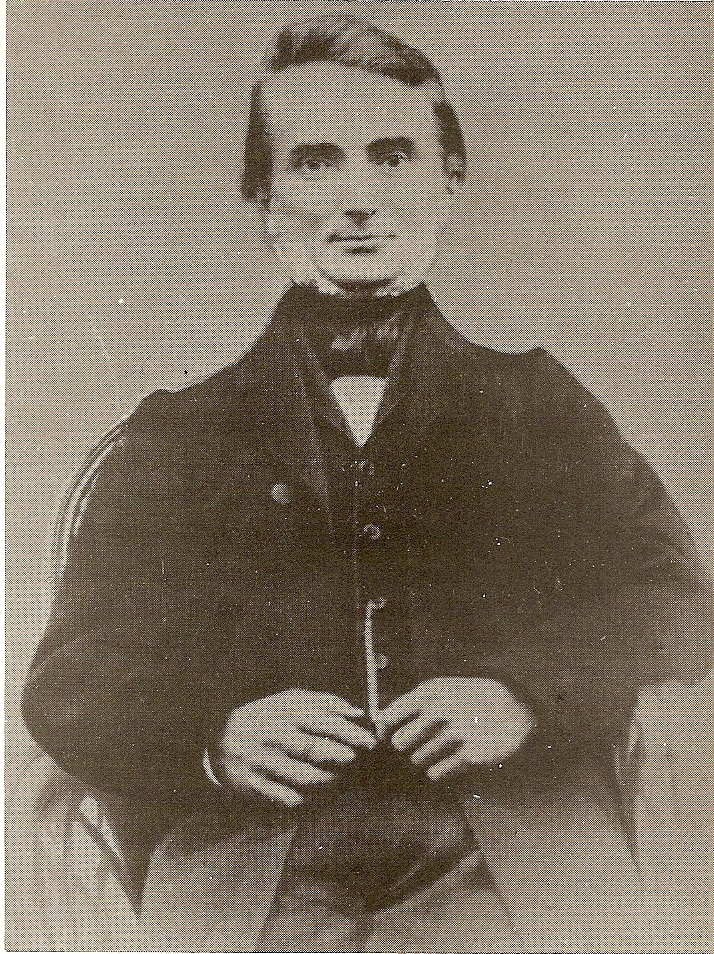
Heinrich Joachim Versmann

Heinrich Joachim Versmann (* 22. August 1816 in Tönning; † 1866 in Lübeck) war ein deutscher Apotheker und Politiker.

## Leben
Der aus Tönning stammende Versmann hatte in Hamburg Apotheker gelernt und seine Gehilfenjahre in Oldenburg in Holstein, Preetz und bei dem bekannten Apotheker Christian Wilhelm Hermann Trommsdorff in Erfurt, Sohn des ebenfalls in Erfurt tätigen Professors Johann Bartholomäus Trommsdorff, abgeleistet. Er immatrikulierte sich im Frühjahr 1840 an der Universität Kiel und bestand bereits Ende des Jahres seine Prüfung vor dem Schleswig-Holsteinischen Sanitätskollegium. Anschließend wurde er Assistent in der Eutiner Hof-Apotheke bis zur Übernahme der Löwen-Apotheke in Lübeck 1844 von Adolph Christoph Sager (1771–1852). Er wurde im Revolutionsjahr 1848 Mitglied der konstituierenden Lübecker Bürgerschaft und auch Mitglied der verfassten Bürgerschaft des Folgejahres. 1858–1860 ging Julius Stinde bei ihm in die Lehre. Versmann erkrankte bald schwer an Rheuma und verkaufte daher 1862 die Löwen-Apotheke an Theodor Schorer.